# Reghiu, Vrancea
Reghiu este satul de reședință al comunei cu același nume din județul Vrancea, Moldova, România.

## Așezare
Comuna se află în zona central-vestică a județului, pe malul stâng al Milcovului. Este traversată de șoseaua națională DN2M, care o leagă spre sud de Andreiașu de Jos și Nereju, și spre est de Mera, Broșteni, Odobești și Focșani (unde se termină în DN2D).

## Demografie
Componența etnică a comunei Reghiu:
    Români (98,11%)
    Necunoscută (1,78%)
    Altă etnie (0,09%)
Componența confesională a comunei Reghiu:
    Ortodocși (98,02%)
    Necunoscută (1,78%)
    Altă religie (0,18%)
Conform recensământului efectuat în 2011, populația comunei Reghiu se ridică la 2.126 de locuitori, în scădere față de recensământul anterior din 2002, când se înregistraseră 2.657 de locuitori. Majoritatea locuitorilor sunt români (98,12%). Pentru 1,79% din populație, apartenența etnică nu este cunoscută. Din punct de vedere confesional, majoritatea locuitorilor sunt ortodocși (98,02%). Pentru 1,79% din populație, nu este cunoscută apartenența confesională.

## Istorie
La sfârșitul secolului al XIX-lea, satele și teritoriul actual al comunei făceau parte din comunele vecine Mera și Năruja. Anuarul Socec din 1924 consemnează apariția comunei Reghiu, în plasa Gârlele a județului Putna, având 2053 de locuitori în satele Reghiu și Andriași. În 1931, ea a luat forma actuală, legea din acel an arătând că avea în compunere satele Farcaș, Jaghiaburi, Pârlita, Răiuț, Reghiu, Ursoaia, Valea Boului și Valea Milcovului.
În 1950, comuna a fost transferată la raionul Năruja din regiunea Putna, și doi ani mai târziu la raionul Focșani din regiunea Bârlad, și apoi (după 1956) din regiunea Galați. Satul Valea Boului a luat în 1964 denumirea de Piscu Reghiului și în 1968, comuna a trecut la județul Vrancea, în forma actuală.